# St. Cosmas und Damian (Nußdorf)

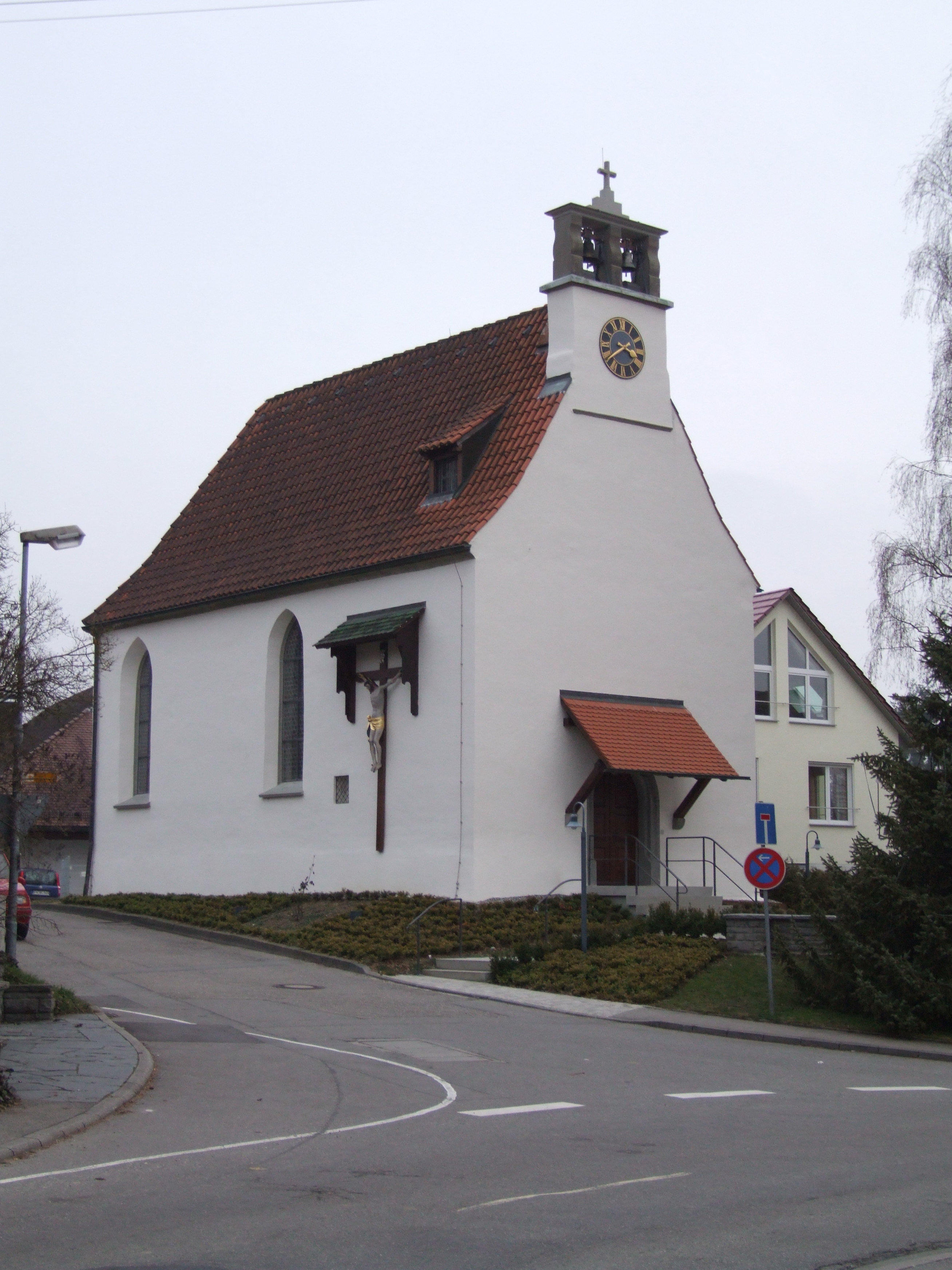
St. Cosmas und Damian in Nußdorf

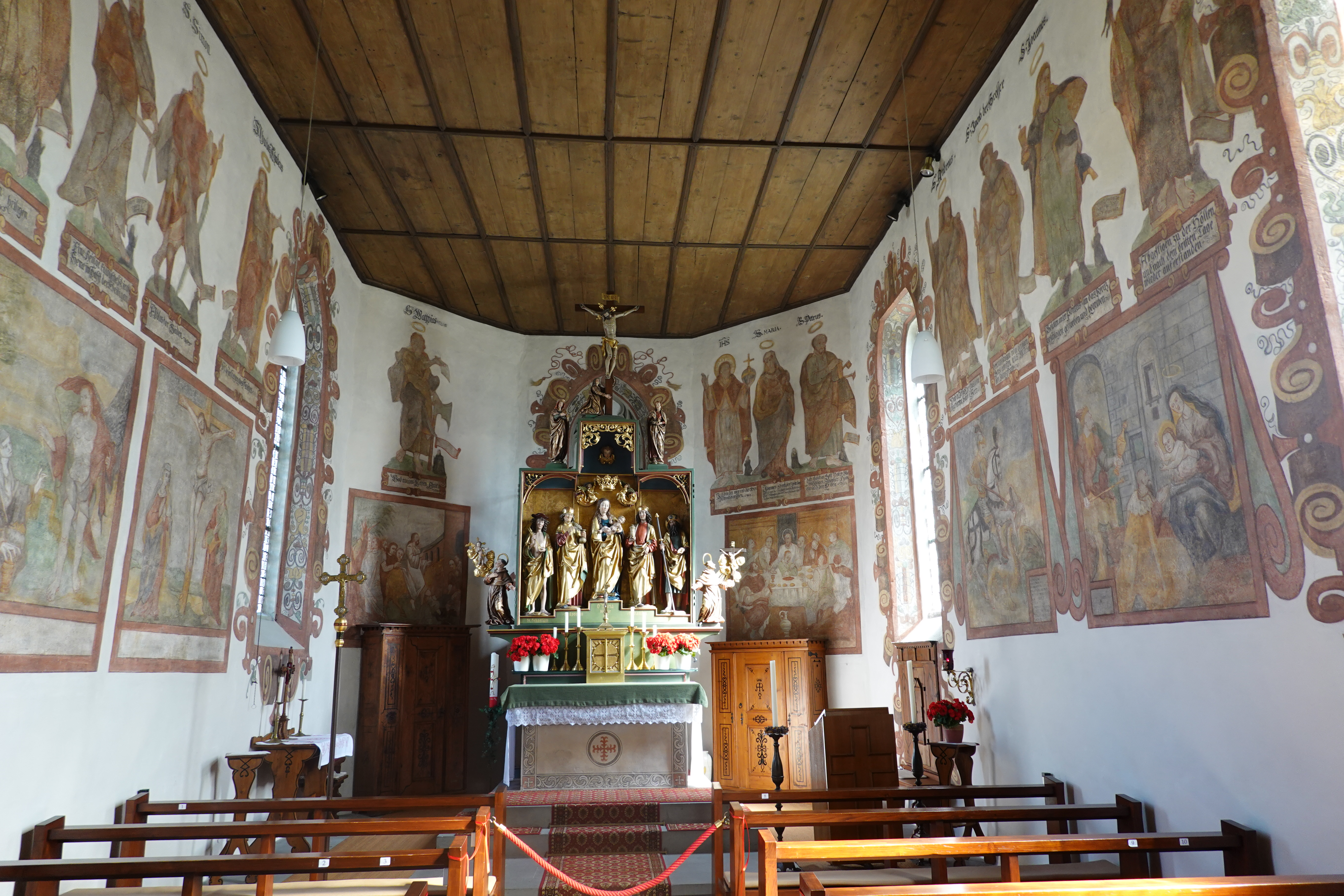
Innenansicht

Die römisch-katholische Kapelle St. Cosmas und Damian steht in Nußdorf, einem Stadtteil von Überlingen im Bodenseekreis in Baden-Württemberg. Das Bauwerk ist beim Landesamt für Denkmalpflege Baden-Württemberg als Baudenkmal eingetragen.

## Beschreibung
Die spätgotische Saalkirche wurde im 14. Jahrhundert erbaut. Sie besteht aus einem Langhaus, das im Osten dreiseitig geschlossen ist. Über dem Giebel der Fassade im Westen erhebt sich ein offener Giebelreiter, in dem zwei Kirchenglocken hängen.
Der mit einem Flachdach überspannte Innenraum ist mit Fresken aus dem 16. Jahrhundert geschmückt. Zur Kirchenausstattung gehört ein um 1510 geschnitzter Hochaltar, der aus dem Umkreis von Niklaus Weckmann stammt.